# Didrimys harmonica
Didrimys harmonica är en fjärilsart som beskrevs av Edward Meyrick 1905. Didrimys harmonica ingår i släktet Didrimys och familjen vecklare. Inga underarter finns listade i Catalogue of Life.